# Irene Uchida
Irene Ayako Uchida (8 d'abril de 1917 - 30 de juliol del 2013) va ser una científica i investigadora de la síndrome de Down canadenca.

## Biografia
Nascuda a Vancouver, on inicialment va estudiar literatura anglesa a la Universitat de Colúmbia Britànica. De nena i adolescent tocava el violí i el piano, i va ser descrita com a "sortint" i "social". Ella va visitar a la seva mare i germana que estaven al Japó en aquell moment, i va ser capaç d'agafar un vaixell des del Japó abans de l'atac japonès a Pearl Harbor al desembre de 1941.
L'any 1944 va continuar els seus estudis a la Universitat de Toronto on volia obtenir un títol de mestratge en treball social. Els seus professors la van animar a seguir una carrera en genètica, i com a resultat va completar un doctorat en genètica humana a la Universitat de Toronto l'any 1951 i va treballar a l'Hospital per a Nens Malalts de Toronto. A l'Hospital per a Nens Malalts va estudiar a bessons i nens amb síndrome de Down. A la dècada de 1960 va ajudar a identificar la relació entre els rajos X i els defectes de naixement en dones embarassades.
L'any 1960 es va convertir en la directora del Departament de Genètica Mèdica a l'Hospital de Nens de Winnipeg i es va convertir en professora a la Universitat de Manitoba (Biblioteca Nacional del Canadà i Arxius Nacionals del Canadà, 1997).
L'any 1993, es va convertir en Oficial de l'Ordre del Canadà per "la recerca sobre la radiació i les anormalitats del cromosoma humans [que] ha fet una contribució notable a la ciència mèdica".
Va morir el 30 de juliol del 2013 a Toronto, a l'edat de 96 anys.